# Mihail Petrov
Mihail Petrov Petrov (in bulgaro Михаил Петров Петров?; Gabrovo, 6 gennaio 1965 – 9 novembre 1993) è stato un sollevatore bulgaro tre volte campione mondiale e una volta campione europeo nei pesi leggeri.

## Carriera
Militò nello Yantra Gabrovo tra il 1980 e il 1990, sotto la guida di Blagoj Ziljamov con l'unica eccezione degli anni 1985 e 1986 quando fece parte del CSKA. Fu per tre volte campione bulgaro juniores tra il 1981 e il 1983, quattro volte campione bulgaro nei senior tra il 1985 e il 1987 e il 1990, con due argenti nel 1989 e nel 1991.
Raggiunse il culmine della carriera nel 1987, quando fu per la terza volta campione mondiale a Ostrava, campione europeo a Reims (dopo aver conquistato due argenti nel 1985 a Katowice e nel 1986 a Karl-Marx-Stadt) vinse il torneo finale della Coppa del Mondo a Seul nel 1987 dopo aver vinto le eliminatorie a Budapest e trionfò alla Coppa del Danubio; in base a questi successi, la IWF lo proclamò miglior sollevatore mondiale di quell'annata.
Inoltre, detenne per quattro volte il record mondiale. Morì inaspettatamente nel novembre del 1993 all'età di 28 anni, poiché non si risvegliò dall'anestesia dopo un'operazione chirurgica. Annualmente, nella sua città natale, si tiene un torneo riservato alle giovanili e agli juniores a lui intitolato.